# Adomas Ąžuolas Audickas
Adomas Ąžuolas Audickas (* 1982 in Litauen) ist ein litauischer Unternehmensberater, Finanzist und ehemaliger Politiker, stellvertretender Wirtschaftsminister Litauens.

## Leben
Audickas absolvierte das Studium an der Vilniaus universitetas und International Capital Market Association Centre  und arbeitete in der Bank „Sampo“, dann im Finanzmaklerunternehmen „Suprema“ und in der Investmentbank „GILD Bankers“, Ministerberater von Rimantas Žylius am Wirtschaftsministerium Litauens. Ab dem 28. Februar 2012 war er Stellvertreter des Wirtschaftsministers Rimantas Žylius (* 1973) im Kabinett Kubilius II. Ab dem 5. Oktober 2012 war er Vorstandsvorsitzende von „Visagino atominė elektrinė“ (sein Vorgänger war Arvydas Darulis). 2013 war er Insolvenzverwalter der Ūkio bankas. Ab August 2013 ist er Unternehmensberater zu Finanzfragen und Leiter von Mažoji bendrija „Pactus“.